# Tacina
El Tacina es un río italiano de Calabria, que nace en La Sila y desemboca en el mar Jónico, después de un recorrido de 58 km. Nace sobre el lado oriental de la meseta silana (en concreto, en la Sila Pequeña) y desemboca en el golfo de Esquilache. Tiene una cuenca de 426 km². 
El Tacina, como sus afluentes, nace en el Parque nacional de La Sila. Sus principales afluentes, por la derecha, son los torrentes Soleo y Sant'Antonio. El Soleo (con una longitud de 23 km), nace en la llanura de Tirivolo en 1600 m s. n. m., a breve distancia del origen del Tacina (Timpone Morello, 1665 m s. n. m.) del que está separado por el monte Gariglione (1765 m.). El primer tramo del Soleo, entre los montes Gariglione y Femminamorta forma una estrecha garganta llamada, por su aspecto selvático, "Manca del Diavolo". La confluencia entre el Tacina y el Soleo se verifica en la localidad de Zaccarella de Roccabernarda. 
El Tacina desemboca en el mar Jónico en la localidad de Steccato di Cutro, en las proximidades de Botricello, a cerca de 44 km de Catanzaro. En el último tramno marca el límite entre las provincias de Catanzaro y Crotona. La desembocadura se ve desde la Strada Statale 106 Jonica.